# Serguéi Yuzepchuk
Serguéi Vasílievich Yuzepchúk, también conocido como Sergei Vasilievich Juzepczuk (en ruso Сергей Васильевич Юзепчук; 28 de enero de 1893, Moscú - 8 de enero de 1959, Riga) fue un botánico ruso especializado en papa. Realizó expediciones botánicas por Sudamérica en búsqueda de germoplasma de las Solanáceas.
Trabajó toda su vida académica en el Jardín Botánico de la Universidad Estatal de San Petersburgo.
- La abreviatura «Juz.» se emplea para indicar a Serguéi Yuzepchuk como autoridad en la descripción y clasificación científica de los vegetales.[1]